# Óscar López Uriarte
Óscar López Uriarte es un exciclista profesional español. Nació en Bilbao (Vizcaya) el 24 de febrero de 1970. Fue profesional entre 1993 y 2000 ininterrumpidamente.
Debutó en profesionales en el equipo Banesto, tras lograr en amateur la victoria en la Vuelta a Navarra de 1993. 

## Palmarés
No consiguió victorias como profesional.

## Resultados en Grandes Vueltas y Campeonato del Mundo
Durante su carrera deportiva ha conseguido los siguientes puestos en las Grandes Vueltas y en los Campeonatos del Mundo en carretera:
| Carrera         | 1992 | 1993 | 1994 | 1995 | 1996 | 1997 | 1998 | 1999 | 2000 |
| --------------- | ---- | ---- | ---- | ---- | ---- | ---- | ---- | ---- | ---- |
| Giro de Italia  | -    | -    | -    | 51.º | -    | -    | -    | -    | -    |
| Tour de Francia | -    | -    | -    | -    | -    | -    | -    | -    | -    |
| Vuelta a España | -    | -    | -    | -    | 70.º | 50.º | -    | 40.º | -    |
| Mundial en Ruta | -    | -    | -    | -    | -    | -    | -    | -    | -    |

-: No participa

Ab.: Abandono

## Equipos
- Banesto (1992-1995)
- Euskadi (1996-1997)
- Euskaltel-Euskadi (1998)
- Benfica (1999-2000)